# Thirty-Three
Thirty-Three is een nummer van de Amerikaanse rockband The Smashing Pumpkins uit 1996. Het is de vijfde en laatste single van hun derde studioalbum Mellon Collie and the Infinite Sadness.
Frontman Billy Corgan omschrijft "Thirty-Three" als een 'eenvoudig nummer in een countryjasje'. Het nummer over iemand die ondanks zijn worstelingen door het leven blijft reizen, en door ontberingen heen gaat om troost en verbinding te vinden in de mensen en dingen om hem heen. De tekst benadrukt het belang van doorzettingsvermogen, en moedigt de luisteraar aan om te geloven in kracht en moed in moeilijke tijden.
Het nummer werd een bescheiden hit in Amerika, waar het de 39e positie bereikte in de Billboard Hot 100. In Nederland had het nummer minder succes. De Nederlandse Top 40 werd niet bereikt, wel bereikte de plaat de 16e positie in de Tipparade van de Single Top 100.